# Стефан Брила

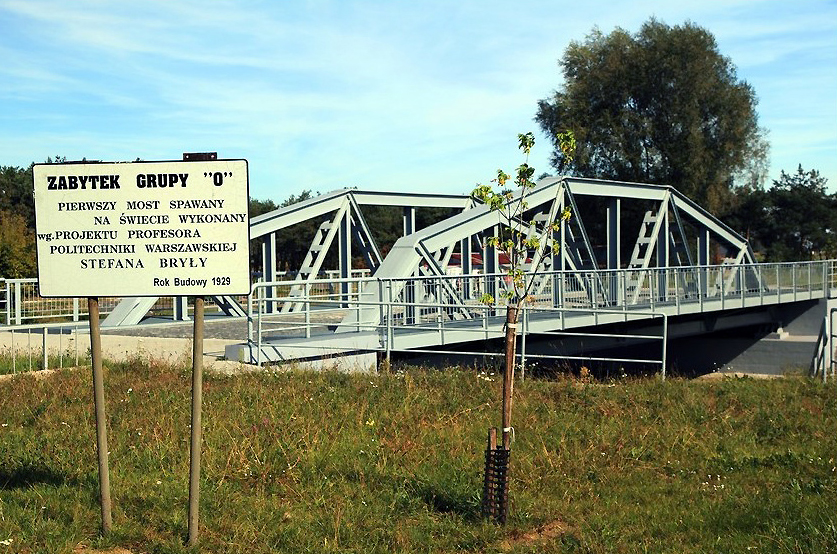
Перший в Європі сталевий зварний міст на ріці Слудвя

Стефан Владислав Брила (пол. Stefan Władysław Bryła; 17 серпня 1886, Краків — 3 грудня 1943, Варшава) — польський інженер-будівельник, архітектор, доктор технічних наук, піонер зварювання. 

## Біографія
Закінчив реальну школу у Станіславові, навчався у Львівській політехніці та навчальних закладах Шарлоттенбурга, Парижа та Лондона. Від 1909 року — доктор технічних наук. Того ж року став членом Політехнічного товариства у Львові. Згодом, у 1918 році входив до правління товариства, як заступник секретаря. 1910 року іменований доцентом Львівської політехніки.
Під час російської окупації Львова від листопада 1914 року очолював міську поліцію, а в червні наступного року вивезений зі Львова як заручник у Росію. Протягом 1915—1918 років очолював Союз польських інженерів і техніків у Росії.
Від 1921 року професор другої кафедри будівництва мостів Львівської політехніки. 1927 року організував колектив авторів і видав підручник для інженерів (пол. «Podręcznik inżynierski w zakresie inżynierji lądowej i wodnej»), який, після двотомника Владислава Скварчинського, був другим у своєму роді, але значно повнішим польськомовним виданням.
У 1929 році спільно з інженером Владиславом Трилінським запроєктував перший в Європі зварний дорожній міст на р. Слудва під Ловічем.
1931 року входив до складу журі закритого конкурсу на проєкт будинку Школи будівництва у Любліні.
Від 1934 року — працював у Варшавській політехніці.
Автор понад 150 наукових праць. Вперше у світі опрацював нормативи для спорудження стальних конструкцій.
Під час німецької окупації займався таємним навчанням молоді, за що заарештований гітлерівцями і разом з родиною розстріляний. Похований на Повонзківському цвинтарі, поле № 57-IV-27.
Проєкти
- Зварний міст на ріці Слудва під Ловічем (1927).
- Зварні конструкції 14-поверхового будинку Управління скарбниці в Катовицях. Спорудження тривало від 1931 року[6].
- Готель «Варшава» (1932).
- Варшавський хмарочос «Prudential» (1931–1933, співавтор Мартин Вайнфельд, Венчеслав Поніж)[7].
- Корпус Ягеллонської бібліотеки у Кракові (1937).
- Житловий будинок для офіцерів на 56 родин у Львові на нинішній вулиці Бортнянського, 34. Замовник — Фонд військового квартирування. Споруджувала фірма «Inż. Landau»[8].